# Maple Hill (Kansas)
Pour les articles homonymes, voir Maple Hill.
Maple Hill est une ville américaine située dans le comté de Wabaunsee, au Kansas. Selon le recensement de 2010, sa population est de 620 habitants.